# Bolla di Bichat
La bolla del Bichat, altrimenti detta pallottola, è il nome con cui viene chiamato il tessuto adiposo contenuto nella guancia, tra il muscolo massetere (lateralmente) ed il muscolo buccinatore (medialmente). La porzione inferiore del cuscinetto adiposo è contenuta all'interno della cavità buccale. Non deve essere confusa con i cuscinetti adiposi e con il cuscinetto adiposo malare, che si trova direttamente sotto la pelle della guancia. È implicata nella formazione della piega naso-labiale, ma non nella formazione delle guance. Prende nome dal chirurgo francese Marie François Xavier Bichat, che per primo la descrisse.

## Struttura
La bolla di Bichat è composta da diverse parti. Viene descritto come diviso in tre lobi, anteriore, intermedio e posteriore. Inoltre, presenta quattro estensioni, la cui nomenclatura deriva dalla loro posizione e dai muscoli prossimaliː sublevatore, melolabiale, buccale e pterigoidea
Il lobo anteriore circonda il dotto di Stenone, che trasporta la saliva dalla ghiandola parotide alla bocca. È una massa triangolare con un vertice sul muscolo elevatore del labbro superiore e dell'ala del naso e uno sul muscolo orbicolare della bocca. Il lobo intermedio si trova tra i lobi anteriori e posteriori sopra la mascella. Il lobo intermedio perde una quantità significativa di volume tra l'infanzia e l'età adulta. Il lobo posteriore corre nella fessura infraorbitale dal muscolo temporale al bordo superiore della mandibola e torna al ramo mandibolare .

## Funzione
La funzione primaria del cuscinetto adiposo viene descritta in relazione alla masticazione e allattamento, specialmente nei bambini, dove ha la funzione di sostenere la guancia nell'atto della poppata. È ciò che rende le guance rotonde ai bambini, mentre negli adulti tende a ridursi senza però mai scomparire nemmeno nei casi di denutrizione estrema. La bolla di Bichat può anche fungere da cuscinetto per proteggere i muscoli facciali sensibili da lesioni dovute all'azione stessa dei muscoli o a forze esterne.

## Chirurgia plastica
La bolla di Bichat è comunemente usata per il rimodellamento facciale nella chirurgia plastica. Diversi autori evidenziano l'importanza del cuscinetto adiposo buccale per ottenere buoni risultati da un lifting facciale. Può essere aspirato tramite liposuzione quando sporge troppo o cala in basso, conferendo un'espressione simile a quella del bulldog.
I lembi buccali vengono utilizzati nella ricostruzione dell'area periorbitale in seguito a lesione. Sono anche usati per riparare difetti congeniti della cavità orale o per riparare la palatoschisi congenita.
La rimozione della bolla di Bichat viene utilizzata per ridurre la prominenza della guancia, sebbene questa procedura possa comportare un rischio significativo di danni al ramo buccale del nervo facciale e ai dotti parotidei.